# Saclas
Saclas is een gemeente in het Franse departement Essonne (regio Île-de-France) en telt 1801 inwoners (2004). De plaats maakt deel uit van het arrondissement Étampes.

## Geografie
De oppervlakte van Saclas bedraagt 13,6 km², de bevolkingsdichtheid is 132,4 inwoners per km².
De onderstaande kaart toont de ligging van Saclas met de belangrijkste infrastructuur en aangrenzende gemeenten.

## Demografie
Onderstaande figuur toont het verloop van het inwonertal (bron: INSEE-tellingen).